# Părvan, Tărgoviște
Părvan (în bulgară Първан) este un sat în comuna Omurtag, regiunea Tărgoviște,  Bulgaria. 

## Demografie
Componența etnică a satului Părvan
     Turci (71,74%)
     Nicio identificare (28,25%)
     Altele (0%)
La recensământul din 2011, populația satului Părvan era de 223 locuitori. Din punct de vedere etnic, majoritatea locuitorilor (71,74%) erau turci. Pentru 28,25% din locuitori nu este cunoscută apartenența etnică.